# Tisha Campbell

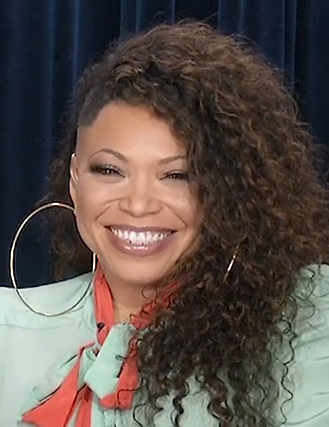
Tisha Campbell, 2018

Tisha Michelle Campbell (* 13. Oktober 1968 in Oklahoma City, Oklahoma) ist eine US-amerikanische Schauspielerin.

## Leben
Campbell wuchs in Newark im US-Bundesstaat New Jersey auf. Sie debütierte als Kind im Fantasy-Kurzfilm The Magnificent Major aus dem Jahr 1977. Von 1987 bis 1988 war sie in der Fernsehserie Rags To Riches, die im deutschen Fernsehen unter dem Titel Full House lief, erstmals in einer größeren Rolle zu sehen. Sie spielte die 16-jährige Marva, eines von fünf Waisenmädchen, die von dem Millionär Nick Foley adoptiert werden.
In der Komödie School Daze spielte sie an der Seite von Laurence Fishburne und Giancarlo Esposito. Für ihre Rolle in der Komödie House Party wurde Campbell im Jahr 1991 für den Independent Spirit Award nominiert. In den Jahren 1992 bis 1996 spielte sie an der Seite von Martin Lawrence in der Fernsehserie Martin, wofür sie in den Jahren 1996 und 1997 für den Image Award nominiert wurde. Sie beendete ihre Mitwirkung unter dem Vorwurf der sexuellen Belästigung gegen Lawrence.
In den Jahren 2001 bis 2005 spielte Campbell eine der Hauptrollen in der Fernsehserie What’s Up, Dad?, außerdem führte sie bei einer der Folgen Regie. Für ihre Darstellung gewann sie im Jahr 2003 den Image Award in der Kategorie Beste Serien-Hauptdarstellerin – Comedy, für den sie außerdem in den Jahren 2002, 2004 und 2005 nominiert wurde. Im Jahr 2004 gewann sie den BET Comedy Award; als Regisseurin wurde sie 2005 für den gleichen Preis nominiert.
Von 1996 bis 2020 war Campbell mit dem Schauspieler und Unternehmer Duane Martin verheiratet. Das Paar lebte in Los Angeles und hat zusammen zwei Söhne (* 2001 und 2009). 2018 reichte Campbell die Scheidung ein.

## Filmografie (Auswahl)
- 1977: The Magnificent Major
- 1986: Der kleine Horrorladen (Little Shop of Horrors)
- 1987–1988: Full House (Rags To Riches, 20 Episoden)
- 1988: School Daze
- 1989: Rooftops – Dächer des Todes (Rooftops)
- 1990: Und wieder 48 Stunden (Another 48 Hrs.)
- 1990: House Party
- 1991: House Party 2
- 1991: Der Prinz von Bel-Air (The Fresh Prince of Bel-Air, Episode 2x01)
- 1992: Boomerang
- 1992–1997: Martin (Fernsehserie, 132 Episoden)
- 1994: House Party 3
- 2000: Sabrina – Total Verhext! (Sabrina, the Teenage Witch, Episode 5x06)
- 2001–2005: What’s Up, Dad? (My Wife and Kids, 123 Episoden)
- 2006–2007: All of Us (Fernsehserie, 7 Episoden)
- 2008: Zack and Miri Make a Porno
- 2008–2009: Rita Rockt (Rita Rocks, 40 Episoden)
- 2009: Alle hassen Chris (Everybody hates Chris, 4 Episoden)
- 2011: Lemonade Mouth – Die Geschichte einer Band (Lemonade Mouth, Fernsehfilm)
- 2011: The Protector (Fernsehserie)
- 2013: Malibu Country (Fernsehserie, Gastauftritt)
- 2018: Blindspotting
- 2018–2019: Empire (Fernsehserie, 5 Episoden)
- 2019: Reich und Schön (Fernsehserie, 7 Episoden)
- 2019–2020: Last Man Standing (Fernsehserie, 6 Episoden)
- 2019–2020: Harley Quinn (Fernsehserie, 6 Episoden)
- 2020: Outmatched (Fernsehserie, 10 Episoden)
- 2021: The J Team
- 2021: Inside Job (Fernsehserie, 10 Episoden)
- 2022: Uncoupled (Fernsehserie, 8 Episoden)
- 2024: Not Another Church Movie